# Le Cheval et le Loup
Le Cheval et le Loup est la huitième fable du livre V de Jean de La Fontaine situé dans le premier recueil des Fables de La Fontaine, édité pour la première fois en 1668.  
Cette fable est inspirée de celle d'Ésope, "L'âne faisant semblant de boiter et le loup". La moralité de la fable se retrouve aussi dans une autre fable d'Ésope : "Le chevreau et le loup qui joue de la flûte". Faërne reprend aussi cette histoire dans "L'Âne et le Loup". 

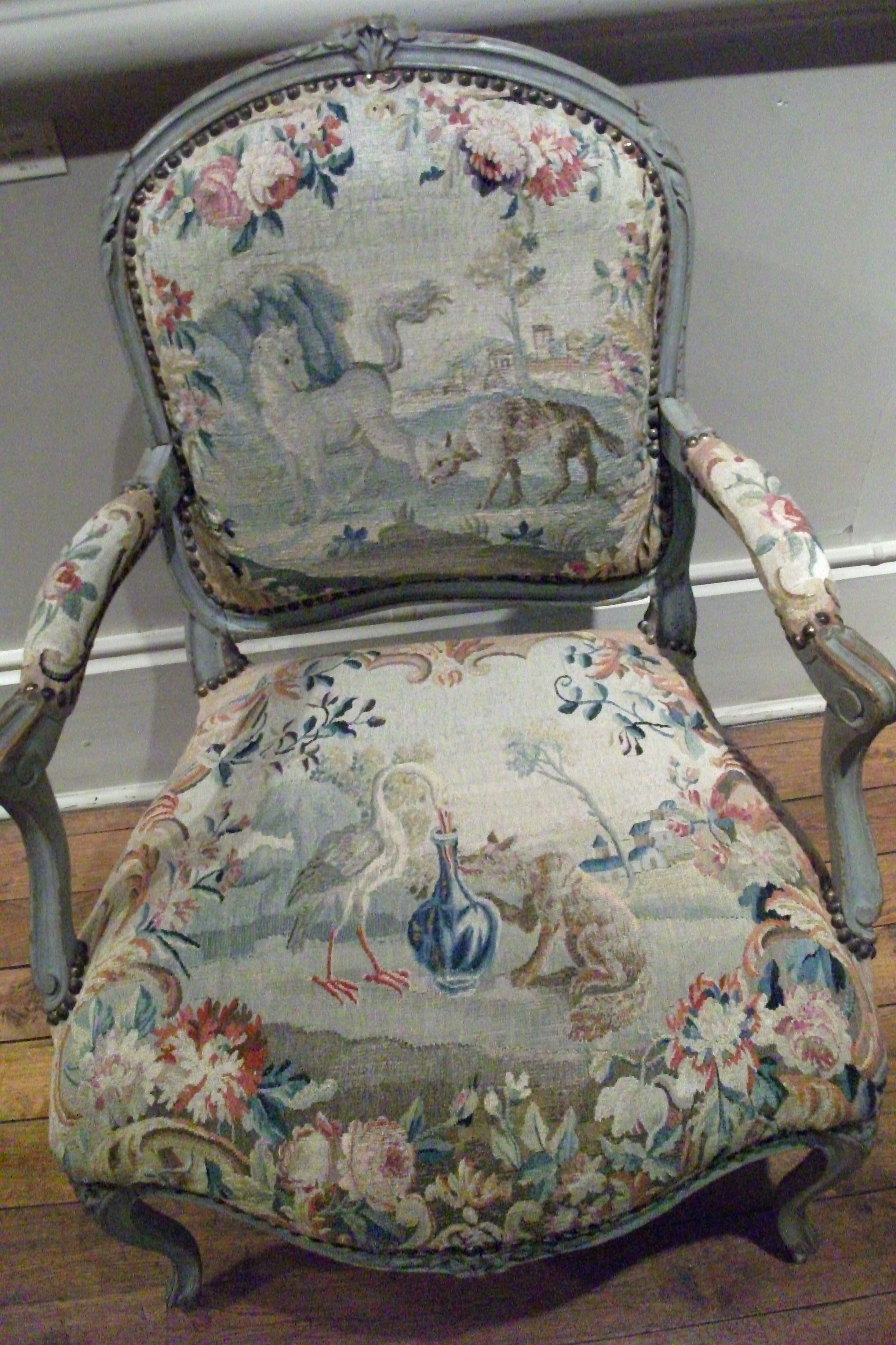
Le cheval et le loup, tapisserie sur le dossier du fauteuil Louis XV de Sarry (Marne).

## Texte
LE CHEVAL ET LE LOUP
[Ésope, + Faërne]
Un certain loup, dans la saison 

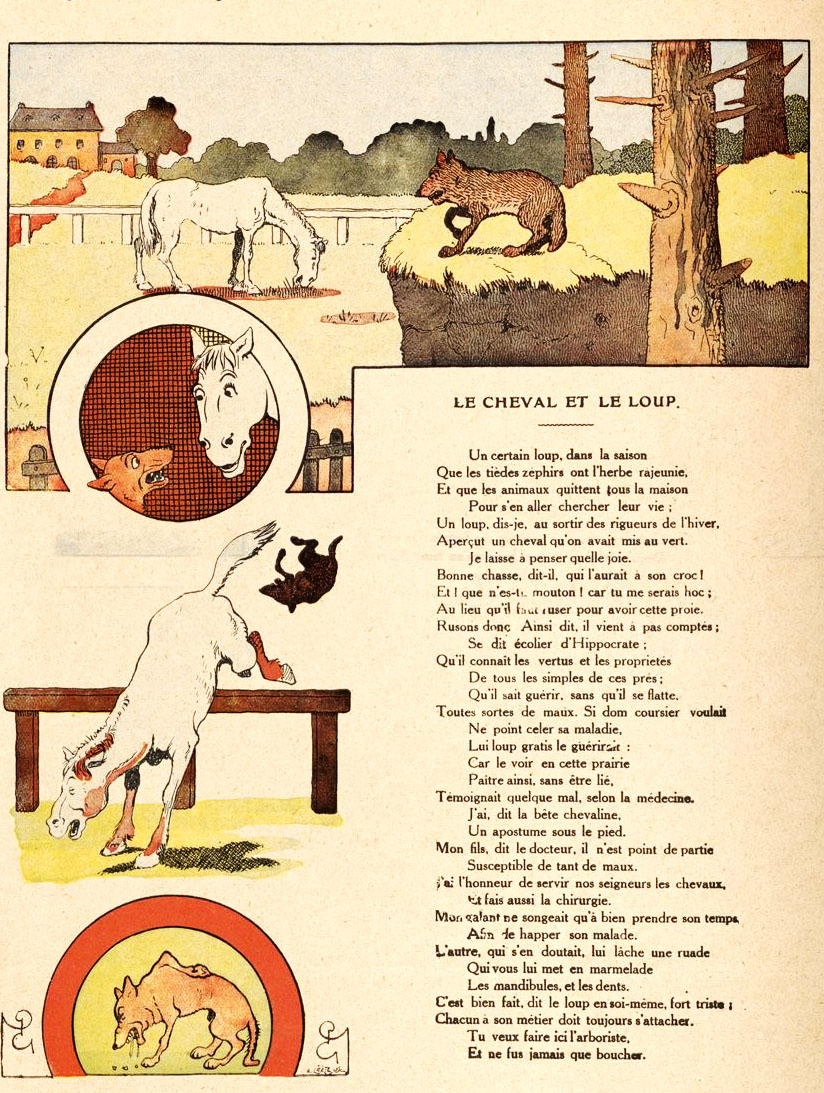
Bande dessinée de Benjamin Rabier (1906)

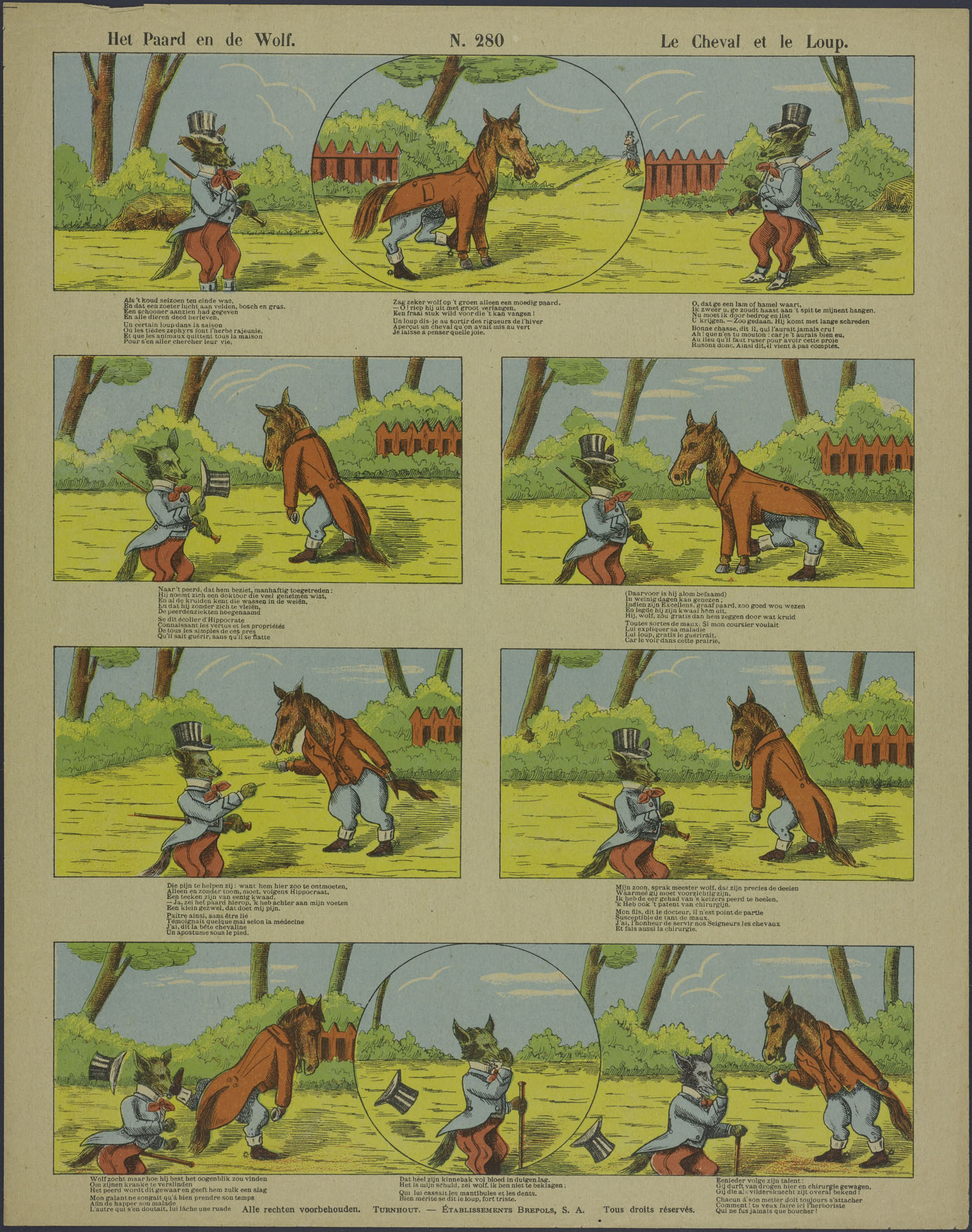
Illustration bilingue néerlandais / français

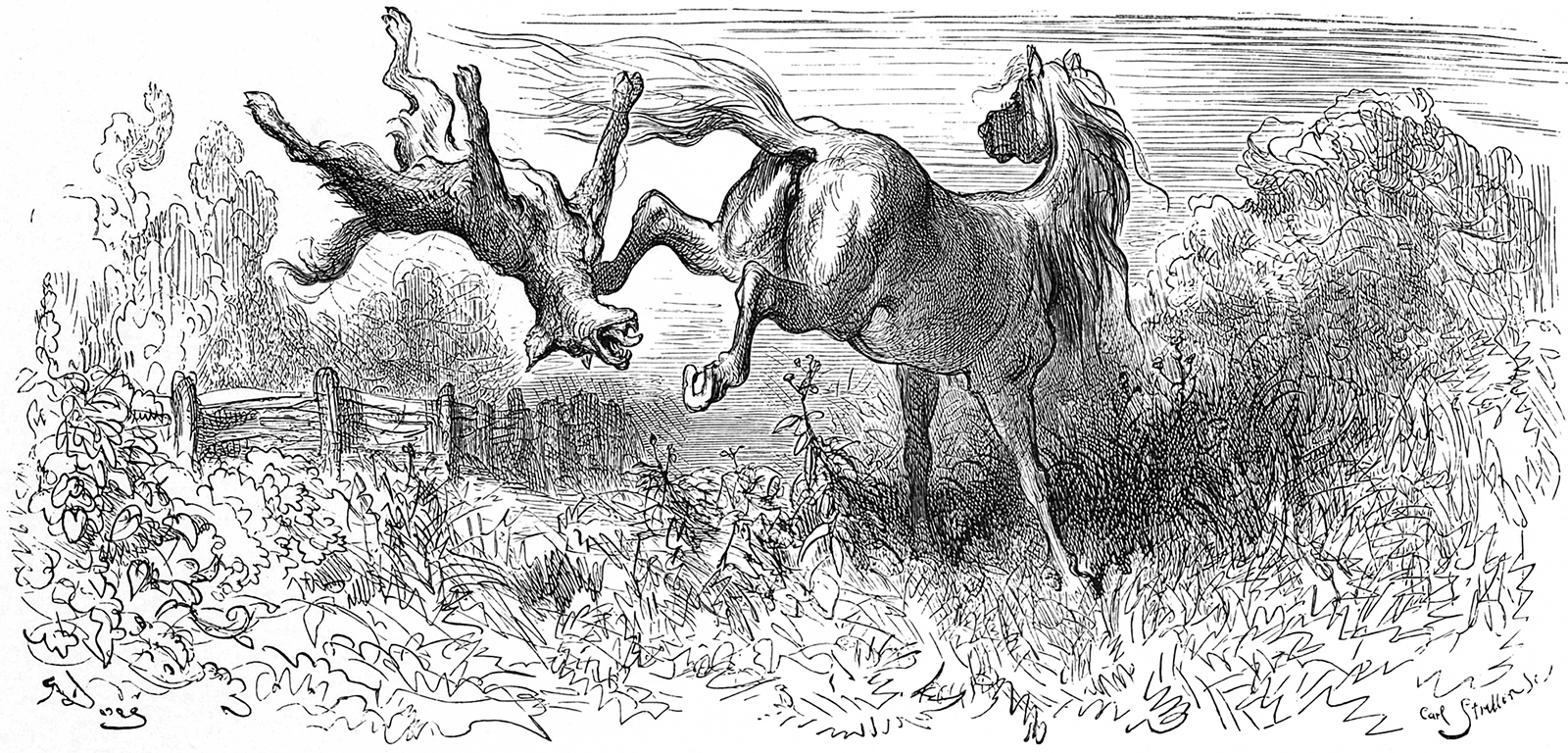
Gravure de Gustave Doré (1876)

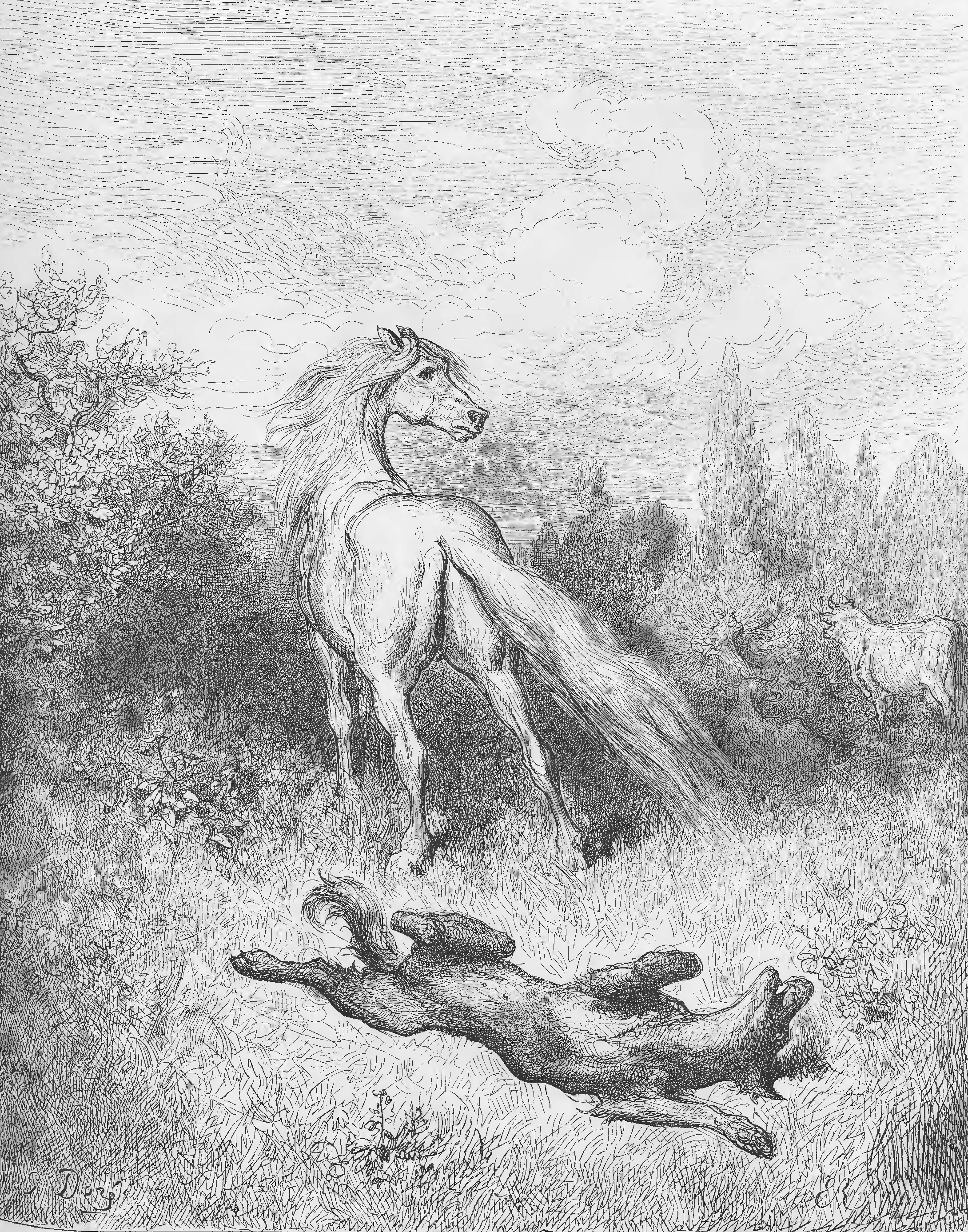
Illustration de Gustave Doré (1876)

Quel les tièdes zéphyrs ont l'herbe rajeunie, 

Et que les animaux quittent tous la maisons,

Pour s'en aller chercher leur vie, 

Un Loup, dis-je, au sortir des rigueurs de l'hiver, 

Aperçut un cheval qu'on avait mis au vert. 

Je laisse à penser quelle joie !

« Bonne chasse, dit-il, qui l'aurait à son croc.

Eh ! que n'es-tu mouton ? car tu me serais hoc, 

Au lieu qu'il faut ruser pour avoir cette proie. 

Rusons donc. » Ainsi dit, il vient à pas comptés,

Se dit écolier d'Hippocrate; 

Qu'il connaît les vertus et les propriétés 

De tous les simples de ces prés,

Qu'il sait guérir, sans qu'il se flatte, 

Toutes sortes de maux. Si Dom Coursier voulait 

Ne point celer sa maladie, 

Lui Loup gratis le guérirait ; 

Car le voir en cette prairie 

Paître ainsi, sans être lié, 

Témoignait quelque mal, selon la Médecine. 

« J'ai, dit la bête chevaline, 

Une apostume sous le pied. 

- Mon fils, dit le docteur, il n'est point de partie 

Susceptible de tant de maux. 

J'ai l'honneur de servir nos seigneurs les Chevaux, 

Et fais aussi la Chirurgie.

Mon Galant ne songeait qu'à bien prendre son temps, 

Afin de happer son malade. 

L'autre, qui s'en doutait, lui lâche une ruade, 

Qui vous lui met en marmelade 

Les mandibules et les dents. 

« C'est bien fait, dit le loup en soi-même fort triste ; 

Chacun à son métier doit toujours s'attacher. 

Tu veux faire ici l'Arboriste, 

Et ne fus jamais que Boucher. »
- Jean de La Fontaine, Fables de La Fontaine Le Cheval et le Loup

Vocabulaire
(1) qui : pour qui
(2) Un croc c'est le crochet auquel on suspend la viande
(3) hoc : expression proverbiale "cela m'est hoc pour dire : je suis assuré de gagner mon procès [...] de faire mon coup" (dictionnaire de Furetière)
(4) Hippocrate : célèbre médecin grec (460-377 avant notre ère)
(5) Les simples sont des plantes médicinales
(6) Dom Coursier est un titre d'honneur en Espagne : Seigneur Coursier
(7) ne point celer : ne point cacher
(8) Une apostume est une "Tumeur où il y a des humeurs suppurées ou assemblées" (dictionnaire de Richelet)
(9) Un galand est un homme "habile, adroit, dangereux" (dictionnaire de Furetière)
(10) Les mandibules sont, en langue populaire, les mâchoires
(11) "Le peuple dit arboriste, quelques savants hommes disent herboriste" (dictionnaire de Richelet)